# Benő Káposzta
Benő Káposzta (Budapeste, 7 de junho de 1942 – 11 de agosto de 2025) foi um futebolista húngaro, campeão olímpico. 

## Carreira
Benő Káposzta fez parte do elenco medalha de ouro, nos Jogos Olímpicos de 1964.

## Morte
Káposzta morreu em 11 de agosto de 2025, aos 83 anos.

## Ligações Externas
- Perfil em Fifa.com (em inglês)